# Johann Matthias von Meyer
Johann Matthias Meyer, später Ritter von Meyer, (* 28. Juni 1814 in Ansbach; † 15. September 1882 in München) war ein deutscher evangelischer Geistlicher und Oberkonsistorialpräsident der Evangelisch-Lutherischen Kirche in Bayern.

## Leben
Meyer war Sohn eines Metzgers. Er absolvierte das Gymnasium Carolinum in Ansbach. Von 1833 bis 1837 studierte er an der Friedrich-Alexander-Universität Erlangen Evangelische Theologie. 1835 wurde er im Corps Onoldia recipiert. Nachdem er die Studien mit hervorragendem Examen abgeschlossen hatte, wurde er 1837/1838 am Predigerseminar in München aufgenommen. Im Juni 1839 fand in München seine Ordination statt.
Meyer wurde am 30. Oktober 1839 zum ständigen Vikar der neuen und von den dortigen Bürgern ersehnten Pfarrei von Dombühl ernannt und am 5. Januar 1840 feierlich in das Amt eingeführt. Bereits Ende 1843 verließ er allerdings Dombühl wieder, da er zum Präfekten des Schullehrerseminars von Schwabach berufen wurde. Hier sammelte er Fachwissen über das Schulwesen, das er in seiner weiteren Laufbahn zum Einsatz bringen konnte. Trotzdem kehrte er noch 1844 als 3. Stadtpfarrer in Nördlingen in die Gemeindeseelsorge zurück. Im folgenden Jahr 1845 stieg er zum 2. Stadtpfarrer auf und war zugleich Subrektor der Nördlinger Lateinschule. In dieser Zeit wurde er zum D. theol. et phil. promoviert.
Meyer folgte 1849 einem Ruf als 2. Stadtpfarrer an die Evangelische Stadtkirche München. Er galt als guter Prediger und war zudem für seinen Humor bekannt. 1855 stieg er zum 1. Stadtpfarrer und Dekan von München auf. Außerdem wurde er Distriktschulinspektor sowie Kreisscholarch. Die Münchner Gemeinde wuchs schnell und Meyer bekam neben seinen Ämtern den Vorstand der Oberbayern umfassenden Diözese übertragen.
Meyer wurde 1872 zum Oberkonsistorialrat ernannt und wurde somit Mitglied des königlichen Oberkonsistoriums in München. Zum 1. Januar 1879 erfolgte für ihn vollkommen überraschend die Erhebung zum Oberkonsistorialpräsidenten der Evangelisch-Lutherischen Kirche in Bayern. Diese Stellung entspricht der des Landesbischofs heute. Sie brachte ihn in den Reichsrat (Bayern). 1881 leitete er die Generalsynode in Bayreuth. Er war zunehmend von Krankheit geprägt. Er starb schließlich nach nur kurzer Amtszeit mit 68 Jahren im Amt.

## Ehrungen
- Roter Adlerorden 3. Klasse
- Ritter I. Klasse des Verdienstordens vom Heiligen Michael (1865)[3]
- Komtur des Verdienstordens vom Heiligen Michael
- Dr. theol. h. c. der Universität Erlangen (13. Februar 1879)[4]
- Verdienstorden der Bayerischen Krone, verbunden mit der Nobilitierung (nach 1879)
- Dr.-Johann-Meyer-Straße in Dombühl (2016)

## Werke
- Predigt zum Gedächtniß des am 18. Februar 1546 selig vollendeten Reformators Dr. Martin Luther: gehalten den 18. Februar 1846 in der protestantischen Haupt- und Stadtpfarrkirche zu Nördlingen. Beck, Nördlingen 1846.
- Predigt zum Gedächtniß der am 26. Oktober 1854 selig vollendeten Königin Therese von Bayern: gehalten den 26. Oktober 1854 in der protestischen Stadtpfarrkirche. Kaiser, München 1855.
- Grabrede bei der Beerdigung des selig vollendeten kgl. Oberkonsistorialrathes Herrn Dr. Christian Ernst Nikolaus v. Kaiser. München 1855.
- Grabrede bei der Beerdigung des selig vollendeten Herrn Geheimeraths Dr. Gotthilf Heinrich von Schubert. Giel, München 1860.
- Worte am Grabe des selig vollendeten Herrn Buchhändlers Christian Kaiser. Schurich, München 1866.
- Rede beim Trauergottesdienste zum Gedächtniß des vollendeten Königs Ludwig I. von Bayern: gehalten am 11. März 1868 in der protestantischen Stadtpfarrkirche zu München. Kaiser, München 1868.
- Einweihung des nördlichen Kirchhofs dahier wie sie von protestantischer Seite am 5. Oktober 1868 durch den protestantischen Dekan und Stadtpfarrer Dr. Meyer vollzogen wurde. Kaiser, München 1868.